# Backstreet Boys
Backstreet Boys (произносится Бэ́кстрит Бойз, в переводе с англ. — «Парни с задворок») — американская музыкальная группа (бой-бэнд), которая была образована 20 апреля 1993 года в городе Орландо. Backstreet Boys являются первой из групп после Sade, первые 9 альбомов которых стартовали в первой десятке хит-парада альбомов в США. Начиная с одноимённого дебютного альбома 1996 года, группа продала около 130 миллионов экземпляров своих записей.

## История

### 1993—1994: Формирование и ранние годы
Backstreet Boys сложились как группа в 1993 году в Орландо, где выпускники старших классов Эй Джей Маклин, Хауи Дороу и их более молодой товарищ Ник Картер часто встречались на музыкальных прослушиваниях. Они поняли, что вместе испытывают склонность к классическому соулу и решили образовать трио. Кевин Ричардсон познакомился с ними через товарища по работе. Вместе они решили создать группу, получившую своё название в честь одного из местных рынков, который в вечернее время становился местом сбора молодёжи. В поиске пятого члена группы Кевин позвонил двоюродному брату Брайану Литтреллу, с которым они в детстве пели в церковном хоре и на фестивалях.
Первое выступление группы состоялось в развлекательном центре-океанариуме SeaWorld для трехтысячной аудитории 8 мая 1993 года. Backstreet Boys стали завоевывать внимание подростковой аудитории, выступая в местных школах, торговых центрах и ночных клубах.

### 1995—99: Первый альбом и международный успех
В феврале 1994 года группа заключила контракт с звукозаписывающей компанией Jive Records. В июне был записан их первый сингл «We’ve got it going on», не замеченный в США среди популярных в то время песен в стиле гранж и гангста-рэп. Однако сингл стал успешным в Европе и занял топ 5 в хит-парадах Германии, Швейцарии, Австрии, Франции и Нидерландов. Группа отправилась в тур по Европе. В ноябре 1995 года было снято видео на второй сингл «I`ll Never Break Your Heart», который был выпущен исключительно для Европы 12 февраля 1996.
Популярность в Европе росла, и в начале 1996 года Backstreet Boys по итогам голосования германских телезрителей стали лучшей иностранной группой года. Второй сингл стал золотым в Германии. К февралю, благодаря французским поклонникам, успех к группе пришёл и в Канаде. В апреле группа сняла видео на третий сингл «Get Down (You’re the One for Me)» и закончила работу над дебютным альбомом. В записи песен принимали участие Денниз Поп и Макс Мартин, стоявшие за успехом Ace of Base. Эти песни были поп-музыкой мирового класса. 6 мая 1996 года по всему миру, за исключением США и Канады, вышел дебютный альбом Backstreet Boys. Впрочем, альбом был позже выпущен в Канаде в октябре 1996 года. Во время тура в Азии и Канаде дебютный альбом впервые стал платиновым. Билеты на все 57 концертов евротурне были распроданы. Backstreet Boys стали одними из самых успешных начинающих артистов в мире, что подтверждали такие награды как «Восходящая звезда года» немецкого телеканала Viva.
Группа приступила к записи следующего альбома. 17 февраля был выпущен последний сингл из дебютного альбома «Anywhere For You». После релиза в мае 1997 года первый сингл «Quit Playing Games» поднялся на вторую строчку Billboard Hot 100. В августе группа выпустила второй альбом Backstreet’s Back по всему миру, одновременно с дебютным альбомом в США, Backstreet Boys (US edition), который являлся сборником песен с европейских версий Backstreet Boys и Backstreet’s Back. Альбом имел большой успех по всему миру, продажи составляли 28 млн экземпляров (для американского издания — 14 млн.). Группа взлетела на вершины хит-парадов сразу с несколькими синглами: «Quit Playing Games (With My Heart)», «Everybody (Backstreet’s Back)» и «I’ll Never Break Your Heart». Backstreet Boys были номинированы на премию «Грэмми» как «Лучший новый исполнитель».
В декабре 1997 года начался концертный тур, который охватывал 60 городов в 20 странах мира. В 1998 году Брайан в середине тура по 39 городам США перенёс операцию на открытом сердце. Через 8 месяцев восстановительного периода, тур в поддержку второго альбома продолжился. В октябре 1998 года Backstreet Boys был вручен ключ города от мэра г. Орландо в благодарность за помощь жертвам торнадо. В феврале 1999 года группа отказалась от услуг менеджмента, сменив их на фирму «The Firm»,

### 1999—2001:Millennium,Black & Blueи мировая популярность
Работа над новым альбомом велась с октября 1998 года. Ожидания, подпитываемые успехом нового сингла, «I Want It That Way» были высоки. 18 мая 1999 года состоялся релиз следующего альбома — Millennium (с англ. — «тысячелетие»), часть песен из которого была написана в соавторстве с участниками группы. Альбом стартовал в чарте Billboard 200 на первом месте и оставался там в течение десяти недель. В первую неделю после релиза альбом побил рекорды продаж (1 134 000 экземпляров). Millennium получил 5 номинаций на премию Грэмми, включая «Альбом года». Из альбома было выпущено 4 сингла: «I Want It That Way», «Larger than Life», «Show Me the Meaning of Being Lonely» и «The One».
Он располагается на 9 месте в списке самых продаваемых альбомов в мире с продажами более 40 млн экземпляров.
В августе начался тур по 39 городам США, который поставил рекорд по скорости продажи билетов (725 тыс. за два часа). В 2000 году Backstreet Boys появились на обложке первого номера нового тысячелетия журнала Rolling Stone. Пораженная успехом группы, Sony Music, владевшая 20 процентами акций компании, контролирующей Jive Records, выкупила остатки за сумму в миллиард долларов США. Это самая большая сумма, когда-либо заплаченная за независимую звукозаписывающую компанию.
В ноябре 2000 года был выпущен четвёртый альбом Black & Blue. Идею названия альбома подал Брайан во время фотосъёмки в Лос-Анджелесе, где участники группы были одеты в чёрное на синем фоне. В поддержку альбома было решено отправиться в тур «Вокруг света за 100 часов» — они дали концерты в таких странах как Швеция, Япония, Австралия, ЮАР, Бразилия и США. 55 часов были потрачены на путешествия, 45 — на выступления. Black & Blue был распродан по всему миру в количестве 5 млн экземпляров в первую неделю продаж, но оставался на вершине чартов только 2 недели. Это достижение для любого исполнителя, но разочарование для Backstreet Boys. Первый сингл из альбома, «Shape of my heart» оказался в первую неделю продаж на первом месте в хит-парадах Австрии, Нидерландов, Германии, Канады, Норвегии, Швейцарии, Швеции.
В конечном счёте, альбом Black & Blue, из 13 композиций которого 2 были написаны самими участниками группы, а 6 песен в соавторстве с ними, получил статус платинового более чем в 30 странах, и золотой статус в десяти. Продажи альбома составляют 24 млн экземпляров. В конце 2000 года во время съёмок видеоклипа «The Call» Эй Джей Маклин начал употреблять кокаин. В 2001 году был начат тур в поддержку альбома, который охватывал 5 континентов. Летом 2001 года Эй Джей, после вмешательства Кевина в Бостонском отеле, решил начать лечение по причине алкогольной, наркотической зависимости и депрессии. Тур был отложен до сентября. Во время событий 11 сентября 2001 года погиб один из членов персонала Backstreet Boys, Даниэль Ли.

### 2001—04:The Hits: Chapter Oneи перерыв в карьере
В октябре 2001 года выпущен альбом The Hits: Chapter One — включающий лучшие хиты группы и один новый сингл «Drowning». В конце 2001 года было объявлено о намечающемся перерыве в работе группы. В 2002 году группа расторгла контракт с менеджментом («The Firm»). В октябре 2002 года состоялся релиз сольного альбома Ника Картера Now or Never. Во время перерыва Кевин Ричардсон начал свою карьеру на Бродвее (главная роль в мюзикле «Чикаго»). Брайан, Хауи и Эй Джей начали работать над своими сольными альбомами. В ноябре 2002 года у Брайана и Лиэнн Литтрелл родился первенец, названный Бэйли.
В декабре 2003 года Эй Джей Маклин принял участие в шоу Опры Уинфри, где он впервые публично рассказал о своей наркотической и алкогольной зависимости. Остальные члены группы решили поддержать его лично, их появление в студии было неожиданным для Маклина. Впервые за 2 года группа появилась на публике в полном составе. В 2004 году Backstreet Boys дали несколько выступлений, символизирующих их возвращение. Группа посетила Азию с небольшим туром, включающим Пекин, Шанхай, Токио и Манила. После успеха этого тура были организованы выступления в Мексике (Мехико и Монтеррей), включающие исполнение новых песен.

### 2005—06:Never Goneи уход Кевина Ричардсона

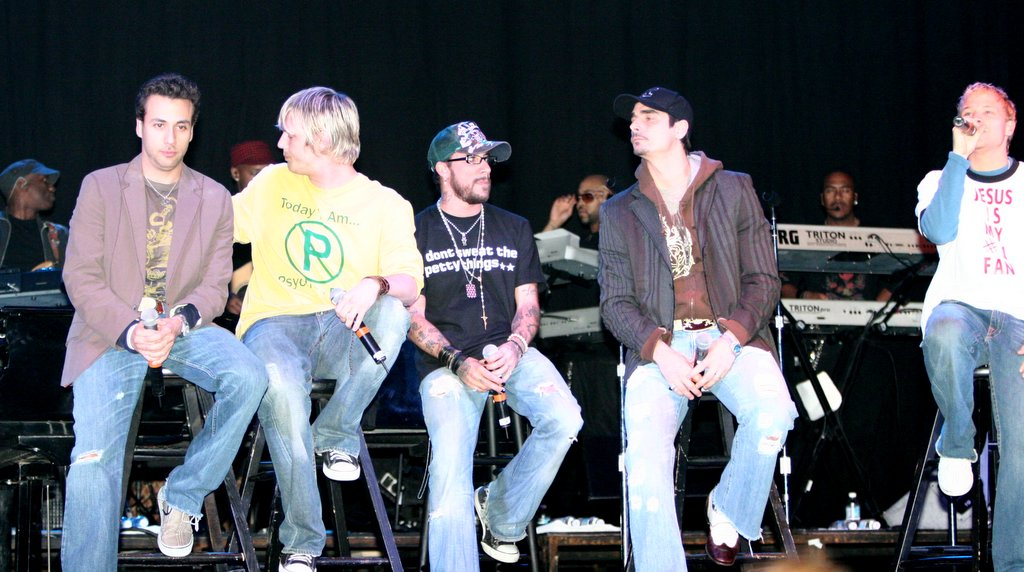
Backstreet Boys выступают на фестивале KISS FM Jingle Bell Bash 8. 4 декабря 2005 года.

После трёхлетнего перерыва, 28 марта 2005 года состоялся релиз нового сингла «Incomplete». Значительные перемены в музыкальном стиле группы были восприняты критически частью прессы, поклонники, однако, приняли их на «ура». 14 июня 2005 года был выпущен альбом Never Gone, над записью которого группа работала около года. Название позаимствовано у одноимённой песни в альбоме, написанной Кевином Ричардсоном о смерти отца. Альбом в первую неделю попал на третье место американского чарта с продажами в 291 тыс. экземпляров и стартовал на первом месте в хит-парадах Бразилии, Германии, Индии, Пакистана, Чили, Южной Кореи, Японии. В США альбом стал платиновым. Его продажи по всему миру составляют около 10 млн экземпляров.
Мировой тур в поддержку альбома начался в июле 2005 года с города Уэст Палм Бич, Флорида. Позднее были выпущены ещё 3 сингла из этого альбома («Just Want You to Know», «Crawling Back To You», «I Still»). 2 мая 2006 года Брайан Литтрелл выпустил свой первый сольный альбом Welcome Home c религиозной направленностью.
24 июня 2006 года официальный сайт Backstreet Boys объявил об уходе Кевина Ричардсона.

### 2007—2011:UnbreakableиThis Is Us
Через два дня после официального ухода Кевина, Backstreet Boys отправились в студию для записи нового альбома. Шестой альбом Backstreet Boys Unbreakable, выпущенный 30 октября 2007 года, сочетал в себе ранний стиль группы, танцевальную поп-музыку середины девяностых, с их более новым поп-рок звучанием. Несмотря на положительные рецензии, альбом не был успешнее своего предшественника Never Gone. Альбом был продан тиражом 1,7 млн экземпляров по всему миру, но всего 150 тысяч — в США. 6 августа 2007 года на нью-йоркской радиостанции Z 100 состоялась премьера первого сингла «Inconsolable» — рок-баллады, напоминающей сингл «Incomplete» из предыдущего альбома. «Unbreakable» дебютировал в чарте Billboard 200 на седьмом месте с продажами 81 тыс. экземпляров в первую неделю. Двумя неделями позже, альбом покинул сотню лучших. Вторым синглом была объявлена песня «Helpless when she smiles».

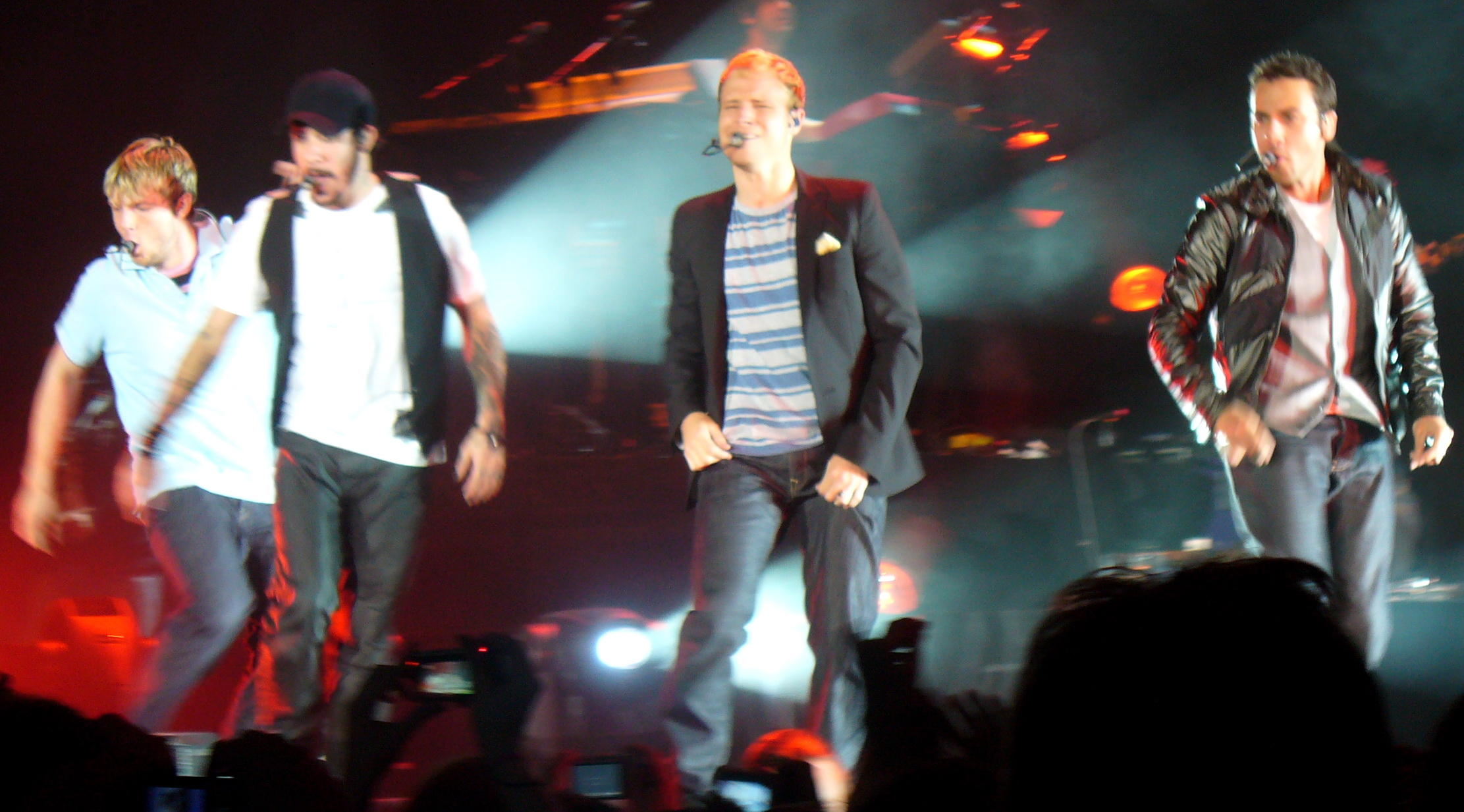
Backstreet Boys выступает без Ричардсона. Unbreakable Tour

Группа начала мировой тур в поддержку альбома в феврале 2008 года, в перерывах между выступлениями группа начала работать над новым альбомом. 21 мая в СК «Олимпийский» в Москве и 22 мая 2008 года в Ледовом дворце в Санкт-Петербургe группа впервые дала концерты для российских поклонников. На завершающем концерте североамериканского тура, 23 ноября 2008 года в Голливуде, бывший участник группы Кевин Ричардсон присоединился к остальным для исполнения завершающей песни концерта, «Shape of my heart».
При создании альбома This Is Us группа решила вернуться к танцевальной поп-музыке. Несколько песен из незавершенного альбома просочилось в Интернет. Отзывы о песнях помогли группе в дальнейшей работе над альбомом. Первый сингл под названием «Straight through my heart» поступил в ротацию на американских радиостанциях 27 июля. Сингл стал первой песней группы со времен «Quit Playing Games (With My Heart)» (1997 год), попавшей в хит-парад Hot Dance Club Play журнала Billboard. Во время промотура в Японии группа сняла видео на новый сингл «Bigger», написанный Максом Мартином, который был автором таких хитов группы, как «Everybody (Backstreet’s Back)» и «I want it that way».
В день выхода This Is Us занимал 2 строчку в списке самых продаваемых альбомов интернет-магазина iTunes в США. В США альбом дебютировал на девятой строчке хит-парада Billboard 200 с продажами 42 тыс. экземпляров в первую неделю, в Канаде This Is Us занял 3 место с продажами 9 тыс. экземпляров. Песня «Masquerade» была в широкой ротации на российских радиостанциях и поднялась на 62 строчку в чарте TopHit 100. Через 2 месяца после релиза альбом стал платиновым в Японии.
30 октября группа отправилась в европейскую часть мирового тура, в рамках которой группа посетила Россию и Украину. 27 мая 2010 года на официальном сайте группы было объявлено о прекращении работы с лейблом Jive Records. Летом группа отправилась в североамериканскую часть тура. В декабре 2010 года Backstreet Boys отправились в четырёхдневный круиз со своими поклонниками.

### 2011—12:NKOTBSBи возвращение Кевина Ричардсона
В ноябре 2011 года было объявлено о совместном туре Backstreet Boys с группой New Kids on the Block. В поддержку тура был выпущен сборник совместных хитов, включающий в себя 2 новые песни: «Don’t Turn Out the Lights» и «All in My Head». Североамериканская часть тура прошла летом 2011 года. Билеты на большинство шоу были быстро распроданы. NKOTBSB Tour занял 17 место в ежегодном списке успешных туров журнала Billboard с прибылью более 40 миллионов долларов США за 51 концерт. Тур продолжался до конца июня 2012 года и включал в себя 80 концертов в Северной Америке, Европе, Австралии и Азии. Во время концерта в Лондоне 29 апреля 2012 года Backstreet Boys объявили о возвращении Кевина Ричардсона в группу.
В июле 2012 года группа вместе с продюсером Мартином Терефе отправилась в Лондон для работы над новым альбомом. Первый сингл с участием Ричардсона за последние 6 лет, рождественская песня «It’s Christmas Time Again», был выпущен 6 ноября 2012 года и стартовал на первом месте в чарта «Holiday Digital Songs» журнала Billboard.

### С 2013—до настоящего времени: Двадцатилетие группы,In a World Like Thisи документальный фильм

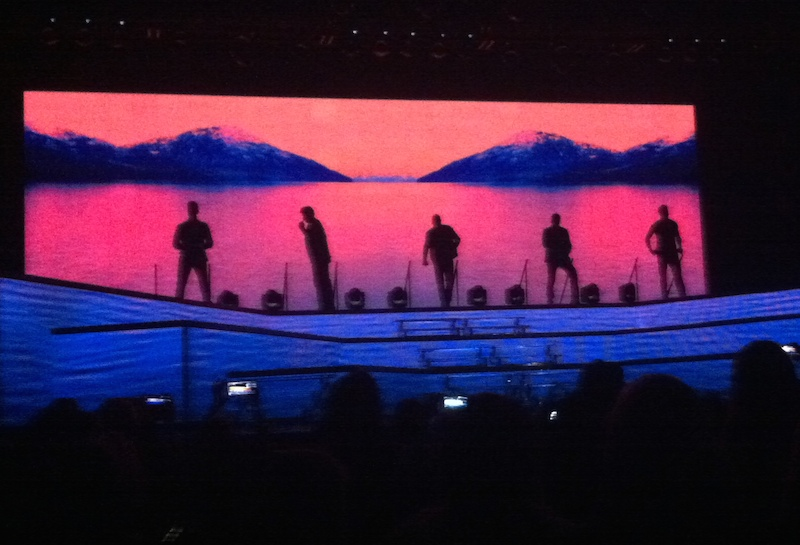
In a World Like This Tour. Стокгольм, 13 марта 2014 года.

Backstreet Boys отпраздновали двадцатилетний юбилей группы, 20 апреля 2013 года, в Голливуде вместе со своими поклонниками. Через два дня группа получила звезду на Голливудской «Аллее славы». В мае 2013 года, группа отправилась в юбилейный тур с официальным названием In a World Like This Tour. 26-27 февраля 2014 года состоялись первые концерты группы в России в полном составе. Тур продлился более двух лет и включал в себя более 170 концертов в странах Азии, Европы, Океании, Северной и Южной Америки. In a World Like This Tour занял 44 место в списке самых успешных туров в 2014 году (без учёта концертов в 2013 и 2015 годах) с продажами в 32,8 миллиона долларов США и 607 407 проданными билетами.
«In a World Like This», первый сингл с одноименного восьмого студийного альбома группы, был выпущен 25 июня 2013 года. Альбом был выпущен 24 июля 2013 года в Японии и 26 августа 2013 года в России. Это первый независимый альбом Backstreet Boys, выпущенный под их собственным лейблом K-BAHN. Альбом поднялся в Топ 5 в чартах США, Канады, Голландии, Германии, Швейцарии, Испании, Тайваня и Японии. Группа выпустила второй сингл «Show 'Em (What You’re Made Of)» в ноябре 2013.
Backstreet Boys снялись в небольшом камео в фильме «Конец света 2013: Апокалипсис по-голливудски», исполнив свою песню «Everybody (Backstreet’s Back)», что принесло им награду «Лучший музыкальный момент» на MTV Movie Awards.
Участники Backstreet Boys должны были появиться на заседании суда 24 марта 2014 года по поводу иска, который они предъявили своему бывшему менеджеру, Лу Перлману. Группа утверждает, что Перлман всё ещё должен им около 3,5 млн долларов США. Они также взыскивают с него 87,7 тысяч долларов США на возмещение расходов за годы судебных разбирательств. Ранее в этом месяце группа объявила, что не сможет появиться в суде и предложила перенести слушания на 90 дней. 21 октября группа получила 99 тысяч долларов США, аудио- и видеоматериалы с исполнениями группы.
Документальный фильм группы под названием «Backstreet Boys: Show 'Em What You’re Made Of» был выпущен онлайн и в кинотеатрах 30 января 2015 года в США, 26 февраля 2015 года в Европе и Великобритании, и 28 марта 2015 по всему миру. Фильм охватывает всю их карьеру, включая запись альбома In a World Like This в 2013 году.
В 2019 году состоялся выход нового альбома «DNA», который впервые за 18 лет в карьере группы стал чарттопером.
Когда тур в поддержку этого альбома был вынужденно отменён (в том числе из-за пандемии COVID-19), группа объявили о записи своего первого рождественского альбома, который был запланирован к релизу на март 2021 года. 14 августа Ник объявил, что запись альбома они уже закончили, а также провели фотосессию для обложки. Однако та же пандемия не позволила завершить производство к сроку, вынудив группу перенести релиз на 2022 год, а также отменить праздничные концерты.

## Артистизм
Хотя Backstreet Boys официально считаются бой-бэндом, сами они позиционируют себя как гармоническую вокальную группу. Ради борьбы со стереотипами бой-бэндов и дистанции от New Kids on the Block, в своё время попавших в скандал с использованием фонограммы, Backstreet Boys стараются как можно чаще петь а капелла. Реклама группы 1993 отмечала их как группу с «внешностью New Kids on the Block и звуком Boyz II Men». Брайан Литтрел в 2011 году признал, что они действительно хотели походить именно на Boyz II Men.
Звучание группы с каждом альбомом претерпевало изменения. На первых двух альбомах они использовали танцевальный поп и R&B, с небольшой долей нью-джек-свинга и хип-хопа. Однако на альбомах Millenium и Black & Blue они создали более энергичный звук с элементами рока. На альбоме Never Gone группа перешла на совершенно другой стиль, использовав жанр adult contemporary с полностью живыми инструментами. Первый альбом без Ричардсона, Unbreakable, представляет собой гибрид классического звука группы с adult contemporary, а также с небольшим влиянием хип-хопа и регги. На альбоме This Is Us группа вернулась к своему традиционному звучанию, при этом добавив больше R&B. На альбоме In a World Like This использованы современный поп, adult contemporary, дэнс и даже некоторая доля бардовской музыки, что заметно на песнях «Try», «Madeleine» и «Trust Me». На альбоме DNA использованы жанры поп, R&B, кантри, фанк и EDM.

## Дискография
- Backstreet Boys (1996)
- Backstreet’s Back (1997)
- Millennium (1999)
- Black & Blue (2000)
- The Hits: Chapter One (2001)
- Never Gone (2005)
- Unbreakable (2007)
- This Is Us (2009)
- In a World Like This (2013)
- DNA (2019)
- A Very Backstreet Christmas (2022)